# Агапов, Алексей Алексеевич
Алексе́й Алексе́евич Ага́пов (1855 — 1912) — русский военный педагог, генерал-майор, директор Михайловского Воронежского кадетского корпуса (1906—1908).

## Биография

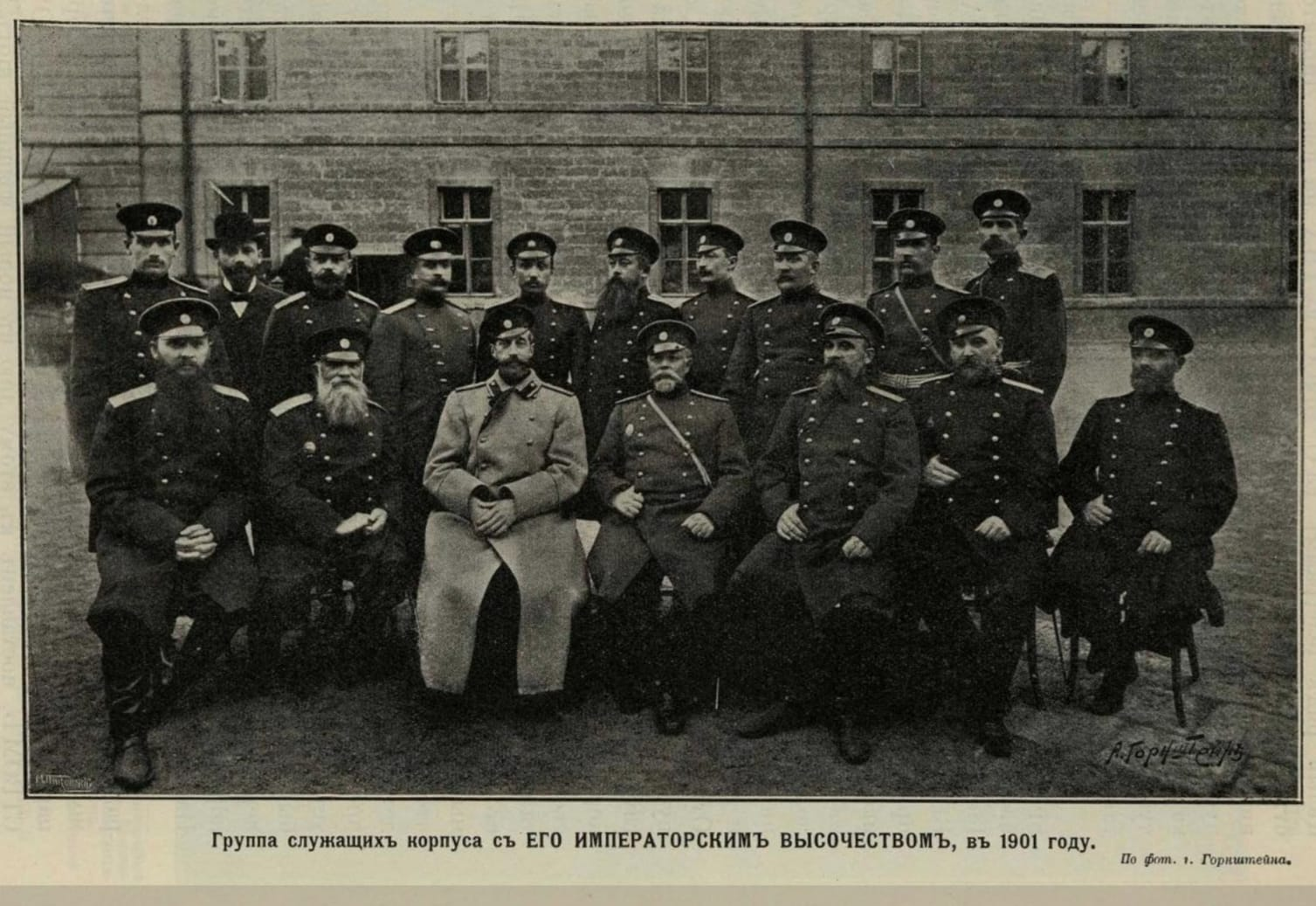
Великий князь Константин Константинович среди офицеров и преподавателей Одесского кадетского корпуса: Первый ряд: К.Н. Гришков, М.Е. Дерюгин, Великий Князь Константин Константинович, А.А. Агапов, П.Е. Кошлич, Н.В. Беляков, М.М. Молчанов. Второй ряд: Ю.П. Романов, В.Л. Морозов, М. А. Трубников, В.В. Цытович, С.М. Попов, М.Н. Голеевский, М.Ф. Самоцвет, Н.К. Михайловский. Одесса. 1901 год

В службу вступил в 1872 году после окончания Первого кадетского корпуса. В 1874 году после окончания Константиновского военного училища произведён в  прапорщики и выпущен в Выборгский 85-й пехотный полк. В 1878 году произведён в подпоручики, в 1879 году в поручики, в 1885 году в штабс-капитаны.
В 1886 году после окончания  Николаевской военной академии по II разряду переведён в Главное управление военно-учебных заведений с назначением офицером-воспитателем Симбирского кадетского корпуса. В 1888 году произведён в капитаны.
В 1891 году произведён в подполковники с назначением помощником директора Вольской военной школы. В 1899 году произведён в полковники с назначением инспектором классов Одесского кадетского корпуса. С 1904 года инспектор классов Владимирского Киевского кадетского корпуса.
В 1906 году произведён в генерал-майоры с назначением директором Михайловского Воронежского кадетского корпуса. С 1908 года в отставке.
Умер в 1912 году в Царском Селе. Сын Сергей (1889—?) — капитан лейб-гвардии 2-го стрелкового полка, георгиевский кавалер.